# Moravský Krumlov (nádraží)
Moravský Krumlov je železniční stanice asi 2 kilometry východně od města Moravský Krumlov v okrese Znojmo v Jihomoravském kraji, nedaleko řeky Rokytná. Leží v km 121,971 neelektrizované jednokolejné železniční tratě Brno – Hrušovany nad Jevišovkou-Šanov.

## Historie
Stanice byla otevřena 15. září 1870 na trati Rakouské společnosti státní dráhy (StEG) z Brna přes Střelice do Vídně, přes Hrušovany nad Jevišovkou, Hevlín a rakouské město Laa an der Thaya. Budova krumlovského nádraží vznikla dle typizovaného stavebního vzoru.

## Popis
Nacházejí se zde dvě jednostranná nástupiště, k příchodu na nástupiště č. 2 slouží přechody přes koleje. Ze stanice odbočuje vlečka.

### Výpravní budova
Architektem typizované výpravní budovy III.A třídy je Carl Schumann. Typově stejná výpravní budova je i v Břežanech, obdobné budovy s delšími křídly také ve Střelicích, Moravských Bránicích, Miroslavi a Hrušovanech nad Jevišovkou-Šanově. Dvoupodlažní budova je postavena na půdorysu obdélníku zakončena sedlovou střechou s malým přesahem (francouzský vliv). Po stranách tříosého středového rizalitu, který byl orientován do ulice i k dráze, byla tříosá křídla. Rizalit byl ukončen vysokým štítem s kruhovým oknem a lemovaný římsou se zubořezem. Fasáda byla hladce omítaná s rohovými neomítanými lizénami dělená členěnou kordonovou a hlavní římsou. Obdélná okna byla v cihelných neomítaných šambránách se segmentovým záklenkem. V přízemí rizalitu byl vestibul s okénkem pokladny. V křídlech byly umístěny čekárny na jedné straně a kanceláře a byty na druhé straně. V patře byl byt přednosty a nocležna.